# Клочко Микола Олексійович
Микола Олексійович Клочко (нар. 25 червня 1978, м. Суми) — колишній голова Сумської обласної державної адміністрації.

## Освіта, навчальні курси та наукова діяльність
В 2000 році закінчив Сумський державний педагогічний університет імені А. С. Макаренка за спеціальністю «Історія» (кваліфікація — вчитель історії та правознавства) та «Англійська мова» (кваліфікація — вчитель англійської мови та зарубіжної літератури).
Навчався в аспірантурі при кафедрі філософії СДПУ (2000—2003).
Паралельно навчався у Київському національному економічному університеті імені Вадима Гетьмана. У 2002 р. отримав кваліфікацію магістра з правового регулювання економіки.
Учасник просвітницької програми Open World Program в березні 2011 року. В 2014 році був запрошений Аспен Інститутом у Києві для участі в 10 семінарі «Відповідальне лідерство» . Член Асоціації випускників «Аспен-Україна».
25 лютого 2016 року, захистивши в Національному педагогічному університеті імені М. П. Драгоманова дисертацію на тему «Осягнення божественного в людському бутті: філософсько-антропологічний аналіз», отримав диплом про здобуття наукового ступеню кандидата філософських наук (спеціальність — 09.00.04, філософська антропологія, філософія культури).
Співавтор підручника «Менеджмент соціокультурної діяльності як напрям наукового та технологічного знання». Автор та співавтор семи наукових статей з філософії та всесвітньої історії, а також учасник дев'яти спеціалізованих наукових конференцій з філософії та історії.

## Бізнес та викладання
У лютому 2002 року почав власний бізнес як приватний підприємець, займаючись юридичною практикою. Надавав приватні юридичні послуги до лютого 2014 року, припинивши підприємницьку діяльність у зв'язку з обранням на посаду голови Сумської обласної ради.
З листопада 2003 по серпень 2004 року працював викладачем кафедри всесвітньої історії Сумського державного педагогічного університету ім. А. С. Макаренка.
2005 року визнаний найкращим підприємцем року міста Суми в одній із номінацій. В 2007 році визнаний найкращим підприємцем року в Сумській області.
У червні 2006 року був призначений генеральним директором товариства з обмеженою відповідальністю «ФУД СЕРВІС ФОРМАТ», м. Суми
З березня по грудень 2009 року працював юристом у цьому ж товаристві.
У 2009 році отримав свідоцтво про право на заняття адвокатською діяльністю в Україні.
В 2017 році був запрошений Сумським національним аграрним університетом для викладання курсу з децентралізації влади.

## Партійна діяльність
Розпочав громадсько-політичну діяльність з участі в подіях Помаранчевої революції. Учасник громадянської кампанії «Пора!» в 2004 році, з березня 2005 по березень 2007 року — голова Сумської обласної організації громадянської партії «Пора!», член центрального комітету партії. В 2009 році очолював Сумське обласне відділення неурядової громадської організації «Фронт Змін», а після створення політичної партії — очолив Сумську територіальну організацію політичної партії «Фронт Змін». За результатами місцевих виборів 2010 року став депутатом Сумської обласної ради, очолив фракцію ПП «Фронт змін» у облраді. Після прийняття рішення про об'єднання ПП «Фронт змін» і ВО «Батьківщина» став членом ВО «Батьківщина». З 1 вересня 2014 року — член політичної партії "Блок Петра Порошенка «Солідарність». Брав участь у позачергових виборах депутатів Верховної Ради України 26 жовтня 2014 року за списком політичної партії. Голова Сумської обласної територіальної організації партії з 11 вересня 2018 року.

## Керівництво областю
З 24 лютого 2014 по 15 січня 2015 року очолював Сумську обласну раду VI скликання.
Указом Президента України № 967/2014 від 26.12.2014 року призначений головою Сумської державної адміністрації. 17 січня 2015 року вступив на посаду.
Звільнений з посади 11 червня 2019 року.

## Дипломатична кар'єра
З лютого 2022 року працював у посольстві України в Республіці Чилі на посаді першого секретаря з економічних питань, а з грудня 2022 року - офіційний представник Торгово-промислової палати України в Італійській республіці.

## Родина та особисті дані
Одружений, має сина.
Володіє українською, російською, англійською та іспанською мовою.

## Нагороди та відзнаки
Нагороджений медаллю «За Жертовність і Любов до України» Української православної церкви Київського патріархату, медаллю «За сумлінну службу» Оперативного командування «Північ», медаллю «За особливу службу» Сухопутних військ Збройних сил України, медаллю «За сприяння Збройним силам України» Міністерства оборони України, подякою Державної прикордонної служби України «За вагомий особистий внесок у справу утвердження та зміцнення державної безпеки України».